# Alexander Staljewitsch Woloschin

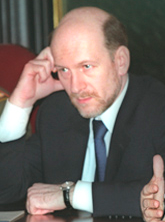
Alexander Staljewitsch Woloschin

Alexander Staljewitsch Woloschin (russisch Алекса́ндр Ста́льевич Воло́шин; * 3. März 1956 in Moskau, RSFSR, UdSSR) ist ein russischer Politiker, Unternehmer und ehemaliger Staatsmann.

## Biographie
Woloschin absolvierte 1978 die Staatliche Universität für Verkehrswesen Moskau. Nach dem Abschluss arbeitete er einige Jahre in verschiedenen Positionen am Lokdepot des Eisenbahnbetriebs Moskowskaja Schelesnaja Doroga.
1983 ließ sich Woloschin in der Allunionsakademie für Außenhandel einschreiben. Im Anschluss daran war er bis 1992 als leitender wissenschaftlicher Mitarbeiter, Bereichsleiter und als stellvertretender Abteilungsleiter im Allunons-Forschungsinstitut tätig.
1996 wurde Woloschin zum Präsidenten der „Föderalen Aktiengesellschaft“ gewählt.
Im November 1997 wurde Woloschin zum Assistenten von Walentin Jumaschew, dem Leiter der Präsidialverwaltung der Russischen Föderation ernannt. Weniger als ein Jahr später stieg er zum stellvertretenden Leiter der Präsidialverwaltung. 1998 wurde Woloschin zum Wirklicher Staatsrat 1. Klasse der Russischen Föderation befördert.
Auf Erlass von Boris Jelzin wurde Woloschin im März 1999 zum Chef der russischen Präsidialverwaltung berufen. Im Dezember desselben Jahres und im Mai 2000 bestätigte ihn Wladimir Putin in seinem Amt. Von dieser Position trat Woloschin am 30. Oktober 2003 zurück.
Von 1999 bis 2004 war Woloschin Mitglied des Sicherheitsrates der Russischen Föderation. Laut dem Politologen Sergej Markow, von Woloschin stamme die Idee der sogenannten „Gelenkten Demokratie“, wonach die politischen Probleme, die sich nicht demokratisch lösen lassen, „anders gelöst werden müssen“. Anfang der 2000er Jahre bezeichnete man Woloschin daher als den „grauen Kardinal des Kreml“.  
Zwischen 1999 und 2008 hatte Woloschin die Position des Vorsitzenden des Verwaltungsrates der im Energiesektor tätigen Firmengruppe Unified Energy System inne. Nach deren Auflösung übernahm er den Vorstandsposten im Verwaltungsrat der Aktiengesellschaft „Nornickel“.
Von 2010 bis 2014 fungierte Woloschin als Vorstandsvorsitzender des Bergbauunternehmens „Uralkali“. Seit 2012 sitzt er im Vorstand des größten russischen Eisenbahn-Transportunternehmens Freight One.
Zusammen mit Maxim Bassow, dem Geschäftsführer des russischen Agrarkonzerns Rusagro, investierte Woloschin 2016 in das russische Startup-Unternehmen „Genotek“, das auf die DNA-Forschung spezialisiert ist.